# Измена (фильм, 1983)
Измена — фильм режиссёра Дэвида Хью Джонса. Номинант на премию «Оскар» в 1984 году. Мировая премьера — 19 февраля 1983 года.

## Сюжет
Фильм снят по собственной полуавтобиографической пьесе 1978 года Гарольда Пинтера, основанной на драматичном тайном романе Пинтера и телеведущей Джоан Бэквелл, длившегося в течение 7 лет (1962-69). В то время Джоан была замужем за режиссёром-постановщиком Майклом Бэквеллом, а сам Пинтер был женат на актрисе Вивьен Мерчант.

## В ролях
- Джереми Айронс — Джерри
- Бен Кингсли — Роберт
- Патриция Ходж — Эмма
- Рэй Мариони — Вейтер
- Каспар Норман — Сэм

## Отзывы
Фильм был хорошо принят кинокритиками и удостоился похвал в частности от критика New York Times Винсента Кэнби и кинокритика Chicago Sun-Times Роджера Эберта.

## Награды
- Номинация на «Оскар» 1984 за лучшую сценарную адаптацию[5];
- Номинация на BAFTA Film Award 1984 за лучшую адаптацию;
- Награда Evening Standard British Film Awards 1984[англ.] лучшему актёру (Бен Кингсли);
- Двe премии National Board of Review, USA 1983 (лучший фильм; Top Ten Films).